# Karykatura architekta Giacoma Quarenghiego
Karykatura architekta Giacoma Quarenghiego – akwarela na papierze żeberkowym namalowana przez polskiego rysownika, malarza i grafika Aleksandra Orłowskiego po 1808, znajdująca się w zbiorach Muzeum Narodowego w Warszawie.

## Opis
Opisywana karykatura Orłowskiego powstała w czasie, gdy artysta – już po upadku Rzeczypospolitej Obojga Narodów – działał w stolicy Rosji Petersburgu. Aleksander Orłowski, obracający się na dworze cesarza Aleksandra I, znał środowisko twórców związanych z monarchą – w tym włoskiego architekta i malarza Giacoma Quarenghiego, z którym się przyjaźnił. Ukazał Włocha w sposób przewrotny – w paradnym dworskim czerwonym mundurze, rapierem w lewej dłoni i z bikornem pod prawą pachą, ale od tyłu, ukazując jednocześnie cechę wyróżniającą modela – olbrzymi, gruby nos. Karykatura opatrzona została znamiennym francuskim cytatem wyjętym z „Listów” poety Nicolasa Boileau-Despréaux: Rien n'est beau que le vrai, le vrai seul est aimable („Piękna jest tylko prawda i tylko ona jest godna miłości”).